# De Blob
Pour les articles homonymes, voir Blob.
de Blob est un jeu de plates-formes. Tout d'abord créé par des étudiants en 2006, son concept et son univers a été ensuite adapté dans une version commerciale, disponible depuis le 13 juillet 2008 sur iOS, depuis le 26 septembre 2008 en France sur Wii. Une adaptation était également prévue pour 2008 sur Nintendo DS, mais le projet a été abandonné.
Neuf ans après la sortie sur Wii, de Blob arrive enfin sur PC le 27 avril 2017 sur Steam.
Il a pour suite de Blob 2.

## Jeu original
La version originale du jeu a été développée par des étudiants néerlandais dans le cadre de leurs études. Elle inspire en partie du film Le Blob et met en scène un extraterrestre rebondissant et coloré envahissant la ville d'Utrecht. Le gameplay consiste à absorber les teintes des habitants, afin de mettre en couleur dix-sept bâtiment importants de la ville, tout en évitant les agents de l'INKT, gendarmes de la cité. Le jeu, conçu pour une plateforme Windows, est disponible gratuitement dans une version néerlandaise, appelée "De Blob", et une version anglaise, appelée "The Blob". 
- Site officiel de la version originale

## Version commerciale
THQ a remarqué le jeu et a été impressionné. L'entreprise a décidé de développer une nouvelle version avec Blue Tongue Entertainment et l'a édité sur Wii et sur iPhone. Une version pour la Nintendo DS était en cours de développement par Helixe mais elle a finalement été annulée. 
Vous incarnez une créature, et « vous devez redonner de la couleur à votre monde, tout au long des 10 niveaux du titre ». À vous d'absorber les cartouches de couleur dispersées dans les niveaux pour recolorer votre univers. D'ailleurs, la musique du jeu s'accorde avec les couleurs que vous répandez. Une modification du scénario par rapport à l'original amène une inversion des rôles : les agents ennemis deviennent les envahisseurs et le personnage principal prend une place de protecteur de la ville.

### Système de jeu
Le joueur incarne Blob, une créature qui défend la population de Chroma City contre l'ENKR, aidée de quatre révolutionnaires : Zip, Bif, Le Prof et Arty.
Le jeu se découpe en 10 parties. Chaque partie renferme une quête principale que vous devez effectuer pour débloquer la partie suivante. Chaque partie renferme quelques quêtes annexes. Ces 10 parties représentent en fait 10 environnements de la ville : le centre-ville, les beaux quartiers, le barrage...
Pour avancer dans sa quête principale, le joueur doit arriver à la fin du niveau. Mais il y aura des portes sur son chemin qu'il ne pourra ouvrir que s'il a suffisamment de points. Les points s'obtiennent en colorant la ville et en effectuant des défis. Il y a 4 types de défis, chacun représenté par un révolutionnaire :
- Les courses de vitesse, où vous devrez suivre des balises (Zip)
- Des phases où vous devez tuer tous les ennemis, des soldats de l'ENKR (Bif)
- Des défis où vous devez colorer certains bâtiments en une certaine couleur (Arty)
- Les transformations de bâtiments, où vous devez retransformer un bâtiment de l'ENKR en ce qu'il était avant (Le Prof)

### Synopsis

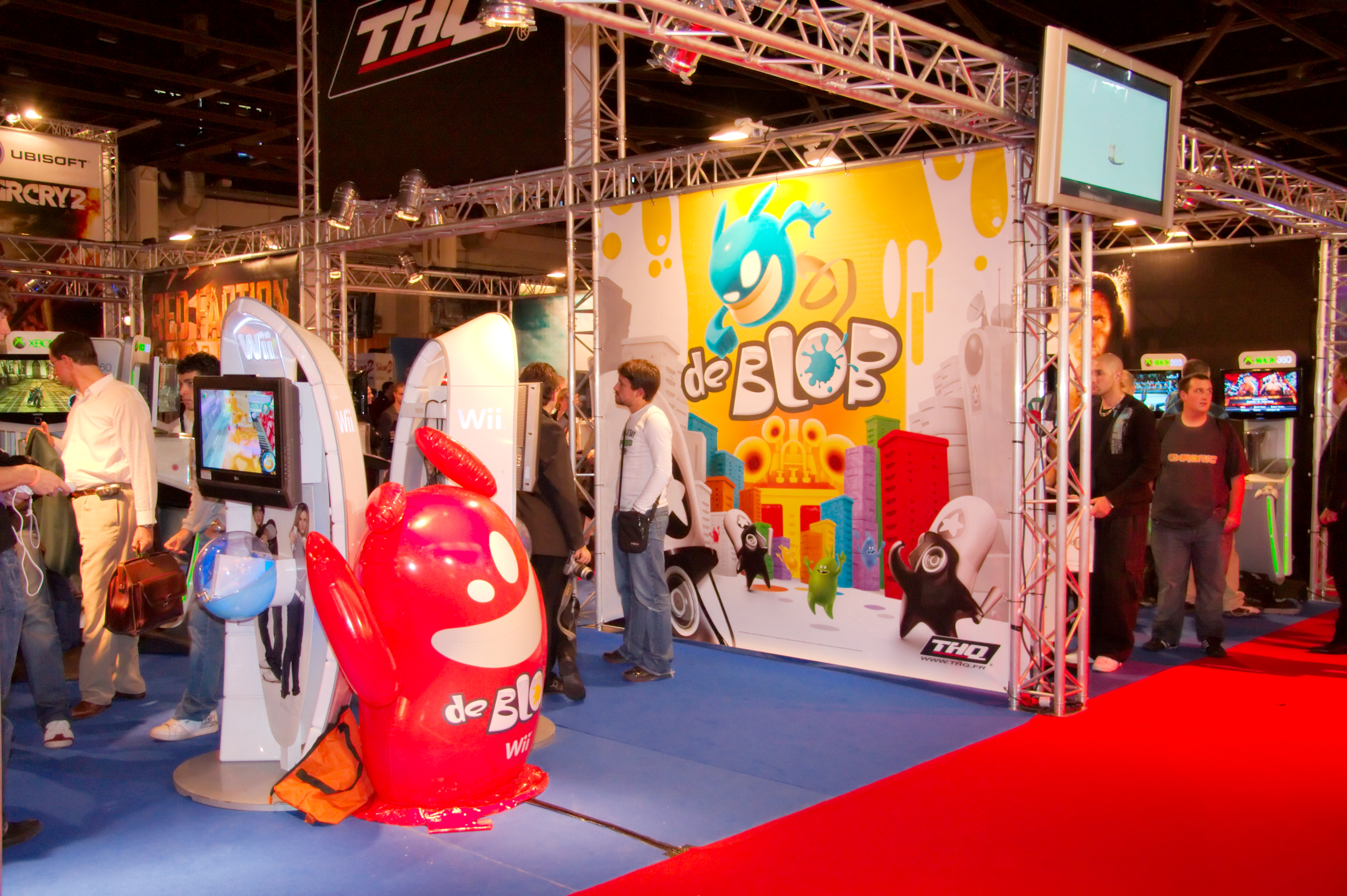
Le stand du jeu de Blob au Festival du jeu vidéo 2008

L'armée ENKR dirigée par le dictateur Camarade Noir a attaqué la ville de Chroma City en lui ôtant toutes ses couleurs. Camarade Noir se consacre à l’éradication de la couleur grâce à sa "Solution contre la couleur" qui consiste à utiliser des Chroma-bots pour aspirer et stocker les couleurs. Les citoyens sont rassemblés et transformés en Grisiens, enfermés dans une combinaison grise homogène ne se distinguant que par un code à barres placé sur leur dos. Les Grisiens sont forcés de servir à la fois de main-d’œuvre et de ressource d’encre vivante, littéralement extraite de leur tristesse. Blob assiste à la prise de contrôle de Chroma City depuis la jungle et entre en action, sauvant d’abord la seule poche de résistance restante. Blob rejoint alors le groupe et, sous leurs ordres, commence à reconquérir des quartiers de la ville et à susciter la colère du Camarade Noir. Face à cette menace, le Camarade Noir prend les pleins pouvoirs est met en place divers stratagèmes des campagnes de propagande à la création de supers soldats pour tenter d'arrêter Blob, en vain. Avec presque tout Chroma City aux commandes de la Résistance, le Camarade Noir ordonne désespérément à toutes ses troupes de se retirer dans un vaisseau spatial, et tente de lancer toute la couleur volée dans un trou noir où elle sera définitivement perdue. Blob parvient à embarquer clandestinement dans le vaisseau spatial et à vaincre le Camarade Noir, puis fait exploser un engin qui détruit le vaisseau dans une explosion de couleurs et de fantaisie. Les Radians enfin en sécurité, Blob retourne dans la jungle, faisant la sieste sur un arbre comme au début de l'histoire. Une scène révèle que le camarade Noir a survécu à la destruction de son vaisseau spatial et est maintenant sur une île tropicale peuplée de créatures colorées qui se blottissent autour de lui pour son grand malheur.
Il existe différents types d'ennemis, tous faisant partie de l'armée du Camarade Noir :
- les soldats ENKR poursuivent Blob et tentent de le frapper avec leurs matraques. Si un soldat parvient à frapper Blob, il sera encré et ses points de couleur s’épuiseront rapidement, ce qui l’obligera à trouver de l’eau pour laver l’encre, ils ne prennent que 1 point de couleur pour être vaincus.
- les soldats ENKR avec pistolet lourdement armé. Il porte de grands réservoirs remplis d’encre sur le dos, qui sont attachés à un lance-flamme. Ils attaquent en pulvérisant de l'encre sur l'ennemi.
- les supers soldats : Ils ont été créés dans une série d'expériences qui semble parodier les expérimentations médicales nazies, des scientifiques ont capturé un soldat basique et lui ont injecter contre son gré de la peinture rouge modifiée, puis ils ont effectué des tests sur le soldat en déposant de lourdes billes de peinture sur lui. Les scientifiques ont découvert que le super soldat ne peut être écrasé que par des objets de la même couleur qu'eux. Ils ont immédiatement fait part de leurs découvertes au Camarade Noir, qui a décidé d'intégré les super soldats à son armée. Blob peut les battre en utilisant 4 points de couleur.
- les tourelles : Un canon stationnaire qui suit le mouvement de Blob et lui tire des obus d'encre. Blob peut les détruire en utilisant 50 points de couleur
- les chars : Un véhicule blindé qui suit le mouvement de Blob et lui tire des obus d'encre alors qu'il patrouille dans la zone. Blob peut les détruire en utilisant 100 points de couleurs
- les soldats ENKR à moto : Ils attaquent Blob en prenant de la vitesse et en essayant de le percuter, l'encrant au passage s'il le heurte. Blob peut les détruire en utilisant 20 points de couleur. Ils sont très rapides et dangereux.
- les soldats ENKR avec des canons à encre : Blob peut les détruire en utilisant 10 points de couleur. Il est préférable d'attendre qu'ils rechargent leur arme pour attaquer car leurs jets d'encre peuvent atteindre Blob à une certaine distance.

### Accueil
Le jeu fut très bien accueilli par la presse et reçu de bonnes notes. Le très célèbre IGN va même lui accorder un 8,4/10.
| Eurogamer                      | 8/10   |
| GameSpy                        | 4/5    |
| IGN                            | 8,4/10 |
| Jeuxvideo.com                  | 16/20  |
| Gamekult                       | 7/10   |
| Nintendo, le magazine officiel | 9/10   |

### Ventes
Le jeu s'est assez peu vendu au Japon, avec seulement 731 exemplaires d'écoulés la première semaine de commercialisation. À titre de comparaison, 13 250 exemplaires se sont vendus la première semaine en Amérique et 9 102 sur les autres territoires, dont l'Europe. Au 5 août 2009, près d'un an après sa sortie, le jeu s'était vendu mondialement à environ 710 000 exemplaires, dont 390 000 en Amérique et 320 000 sur les autres territoires, d'après VG Chartz.

### Couleurs
En entrant en collision avec un Chroma-Bot, Blob peut changer de couleur. Si Blob est noir, il perd des points de vie. Ce tableau récapitule les différentes couleurs que peut prendre Blob en entrant avec un Chroma-Bot de telle couleur. Les colonnes indiquent la couleur du Chroma-Bot, les lignes celles de Blob.
| Couleur de Blob \ Couleur du Chroma-Bot | Bleu   | Jaune  | Rouge  |
| Bleu                                    | Bleu   | Vert   | Violet |
| Jaune                                   | Vert   | Jaune  | Orange |
| Rouge                                   | Violet | Orange | Rouge  |
| Blanc                                   | Bleu   | Jaune  | Rouge  |
| Noir                                    | Noir   | Noir   | Noir   |
| Marron                                  | Bleu   | Jaune  | Rouge  |
| Vert                                    | Bleu   | Jaune  | Marron |
| Orange                                  | Marron | Jaune  | Rouge  |
| Violet                                  | Bleu   | Marron | Rouge  |

Les Chroma-Bots ne peuvent être que rouges, bleus ou jaunes.
Lorsque Blob n'a plus de point de couleur, il est gris (il devient une sorte de boule d'eau claire) et tout petit et est très vulnérable face aux ennemis.
Lorsque Blob est dans l'eau, il perd petit à petit ses points de couleur, cependant, l'eau est inoffensive et laisse à de Blob dix points de couleur minimum même s'il reste dans l'eau.
Lorsque Blob roule dans une flaque d'encre ou tombe dans la mer remplie d'encre, il devient noire et ses points de couleur s'écoulent très rapidement. Sa seule chance de survivre est de trouver de l'eau car seule l'eau peut « nettoyer » Blob. Si Blob n'a plus de points de couleur alors qu'il touche de l'encre ou que l'encre lui vide totalement de ses points de couleur, il éclate en une bulle d'encre et il perd la partie.

### Discographie
La musique, qui a été composée et orchestrée par John Guscott, est sortie séparément sous forme de CD et de vinyle.